# Marta il cane parlante
Marta il cane parlante (Martha Speaks) è una serie televisiva statunitense creato da Susan Meddaugh e trasmessa negli Stati Uniti dal 1° settembre 2008 al 18 novembre 2014.
In Italia, la serie è andata in onda su JimJam il 4 aprile 2010.

## Episodi
| Stagione | Episodi | Prima TV originale |
| -------- | ------- | ------------------ |
| 1        | 40      | 2008-2009          |
| 2        | 15      | 2009-2010          |
| 3        | 15      | 2010-2011          |
| 4        | 10      | 2012-2013          |
| 5        | 8       | 2013               |
| 6        | 8       | 2013-2014          |

## Trama
La serie ruota intorno a un cane parlante di nome Marta, che è di proprietà di Helen Lorraine di 10 anni. Ogni volta che Helen nutre la pasta dell'alfabeto Martha, le lettere di spaghettini viaggiano in qualche modo verso il suo cervello anziché sul suo stomaco, dandole la capacità di pronunciare parole umane. La mostra si concentra principalmente su sinonimi e vocabolario, con ogni episodio che presenta un tema sottostante illustrato con parole chiave, ma può occasionalmente concentrarsi sull'introduzione di bambini in età prescolare a vari concetti scientifici e di apprendimento, come la lingua spagnola attraverso citazioni, storia e astronomia.

## Personaggi principali
- Martha Lorraine - Doppiato da Tabitha St. Germain (USA), Roberta Maraini (ITA), Martha è la protagonista. Martha è un mix labrador parlante che è nato un randagio energico ed è stato inserito nel cane come un cucciolo. Acquisì la capacità di parlare dopo che Helen le diede una scodella di zuppa d'alfabeto; le lettere nella zuppa andavano al suo cervello invece del suo stomaco, che era un evento che non poteva essere ripetuto con un altro cane, ma Martha deve continuare a mangiarlo per mantenere la sua capacità di parlare.[5] Era basata su un cane di proprietà di Susan Meddaugh, che a sua volta potrebbe essere chiamato come il cane in oggetto della canzone di Paul McCartney, Martha My Dear. Martha può comprendere la maggior parte delle lingue animali tranne alcuni animali esotici come scimmie e giraffe. Queste lingue sono semplici, poiché un leggero allungamento o un tono leggermente più alto significheranno qualcosa di completamente diverso. Nell'episodio "Itchy Martha", Martha insegna al padre del T.D. a dire una parola in un cane, istruendolo a dirlo esattamente. Quasi tutti gli animali sono in grado di comprendere una sorta di linguaggio umano ma non sono in grado di parlarlo. In un episodio più recente, viene rivelato che Martha comprende un'ampia gamma di lingue animali, probabilmente perché hanno lo stesso sistema grammaticale. Ha avuto tre alter ego di supereroi.
- Helen Lorraine - Doppiato da Madeleine Peters (USA), Selene Villani (ITA), Helen è il proprietario di Martha e Skits che ha i capelli rossi corti e di solito è la voce della ragione del gruppo. Helen è la più vicina a Martha e pensa a Martha come la sua migliore amica. Tra i sei ragazzi principali, Helen è ragionevole. Nonostante ciò, può essere un po 'prepotente e mostrare il suo lato meschino (come in "Martha Runs Away", dove ha rimproverato Martha per le cose che non ha fatto). Si blocca sempre attorno a questo gruppo di amici, ma il T.D è considerato il suo migliore amico umano. Lei ha circa 10-11 anni. Il suo alter ego di supereroi da "Verb Dog, When Action Calls!" è molto grande e può ipnotizzare i cani semplicemente chiamando i loro nomi. Sua madre, Mariela, viene dal Messico ed è una fiorista. Suo padre è canadese e prende il nome da Danny Fenton, il protagonista di Danny Phantom.[6]